# Fernsehturm Seto
Der Fernsehturm Seto bzw. Seto Digital Tower (jap. 瀬戸デジタルタワー, Seto Dejitaru Tawā) ist ein 244,7 Meter hoher Sendeturm in der japanischen Stadt Seto. Der im Jahr 2003 errichtete Turm wurde vom Architekturbüro Nikken Sekkei entworfen. Der Turm ist für die Öffentlichkeit nicht zugänglich. Der Turm wurde spezifisch für die Abstrahlung des digitalen Fernsehens entworfen.

## Geschichte
Der Spatenstich zum Turm erfolgte am 6. Juni 2002. Die Bauarbeiten waren am 20. August 2003 beendet, so dass am 20. Oktober die ersten Sendetests für Radioprogramme durchgeführt werden konnte. Nach der offiziellen Abschlusszeremonie konnte er am 1. Dezember 2003 seiner Bestimmung übergeben werden. Ab dem 3. August 2004 begann der Turm mit der Ausstrahlung der Programme mit einem 1 kW, die volle Leistung von 3 kW erreichte er am 29. September 2004.
Nach der Umstellung im Jahr 2011 von analogem auf digitales Fernsehen übernahm der Fernsehturm Seto die Sendetätigkeit, die bis dahin der Fernsehturm Nagoya ausgeführt hatte.

## Beschreibung
Der als Stahlfachwerkturm ausgeführte Fernsehturm verjüngt sich zur Spitze im Gegensatz zu den meisten seiner Pendants nicht linear oder konkav, sondern konvex. Die Fachwerkkonstruktion basiert auf drei Hauptpfeiler, die aus je zwei massiven Stahlrohren zusammengefasst wurden. Diese stützen eine vertikal verlaufende Kernkonstruktion, die als Leitungsschacht genutzt wird. Die Rahmenkonstruktion ist in weißem Lack gefasst.
Die Verkabelung der Anlage findet über einen horizontalen Versorgungsschacht am Boden statt, der mit einem Basishaus verbunden ist. Diese gehört zur Sendestation Seto Digital Research Park Centre.

## Frequenzen und Programme
Der Fernsehturm Seto bedient den Großraum der Millionenstadt Nagoya und damit fast alle Teile der Präfektur Aichi sowie vollständig die Präfekturen Mie und Gifu und strahlt folgende Fernsehprogramme aus:
| Programmname         | Kanal | Code     | Sendeleistung (kW) | ERP (kW) | Sendegebiet Anzahl Haushalte |
| -------------------- | ----- | -------- | ------------------ | -------- | ---------------------------- |
| THK (東海テレビ放送) | 21    | JOFX-DTV | 3                  | 34       | 2,9 Mio.                     |
| NHK E (名古屋Eテレ)  | 13    | JOCB-DTV | 3                  | 33       | 3,1 Mio.                     |
| NHK G (名古屋総合)   | 20    | JOCK-DTV | 3                  | 33       | 3,1 Mio.                     |
| CTV (中京テレビ放送) | 19    | JOCH-DTV | 3                  | 34       | 2,9 Mio.                     |
| CBC (中部日本放送)   | 18    | JOGX-DTV | 3                  | 34       | 2,9 Mio.                     |
| NBN (名古屋テレビ)   | 22    | JOLX-DTV | 3                  | 34       | 2,9 Mio.                     |
| TVA (テレビ愛知)     | 23    | JOCI-DTV | 1                  | 5,1      | 2,3 Mio.                     |

Die Polarisation der Antennen ist horizontal ausgerichtet.